# Dendrolagus mbaiso
Dendrolagus mbaiso là một loài động vật có vú trong họ Macropodidae, bộ Hai răng cửa. Loài này được Flannery. Boeadi & Szalay miêu tả năm 1995. Loài chuột túi cây này là loài bản địa Tây New Guinea của Indonesia, nơi nó sinh sống ở rừng núi của dãy núi Sudirman ở độ cao 3250 đến 4200 m, ngay dưới hàng cây.